# Mikrotron
Mikrotron är en partikelaccelerator där elektroner från en katod får passera upprepade gånger genom en mikrovågskavitet där deras energi ökas med ett konstant belopp varje gång. Detta är möjligt därför att anordningen befinner sig i ett konstant magnetfält, som trots den stegvis ökade krökningsradien hos banorna återför elektronerna till kaviteten. Man uppnår i denna form av accelerator elektronenergier på något tiotal MeV.
Den klassiska mikrotronen uppfanns av Vladimir Veksler.

Partiklar i en klassisk mikrotron avgivna från en källa (blå) accelereras varje varv i en mikrovågskavitet (grå) med ökande kurvradie fram till utsläppet.

## Funktion
Mikrotronen härrör från cyklotronen där det accelererande fältet inte påförs genom stora D-formade elektroder, utan genom en linjäraccelerator. Den kinetiska energin hos partiklarna ökas med en konstant mängd per fältväxling (ett halv- eller ett helvarv).
Mikrotroner är konstruerade för att arbeta vid konstant fältfrekvens och magnetfält vid ultrarelativistisk gräns. De är därför särskilt lämpade för mycket lätta elementarpartiklar, såsom elektroner. På grund av att elektronerna har ökande relativistisk massa, är partikelvägarna i en mikrotron längre för varje passage. Den tid som behövs för ett varv är proportionell mot varvnumret. De långsamma elektronerna behöver en viss elektrisk fältsvängning, de snabbare elektronerna en heltalsmultipel av denna svängning.

Partiklar i en ”travbaneaccelerator” kommer från en extern källa.

En travbanemikrotron är en mikrotron i större skala som utnyttjar två elektromagneter i stället för en. Båda elektromagneterna levererar ett homogent magnetfält i en halvcirkelformad region, och partiklarnas bana mellan de båda magneterna är sålunda rak. En fördel med detta är att acceleratorns kavitet kan vara större, vilket möjliggör användningen av olika former, och är inte installerad i ett område med stora magnetiska fält.
Linjäracceleratorn är placerad nära kanten av gapet mellan de D-formade magneterna. Återstoden av gapet används för fokuseringsenheter. Elektronen återförs till linjäracceleratorn efter varje varv. Detta upprepas tills banradien uppnått maximal storlek. Partikelstrålen böjs då in ett experimentområde eller ett ytterligare acceleratorsteg.
Världens största travbanemikrotron är Mainz Microtron.
Mikrotroner har byggts vid avdelningen för acceleratorteknik, KTH.